# Kanazawa
Kanazawa (jap. 金沢市 Kanazawa-shi) – miasto w Japonii, położone na nadbrzeżnej równinie nad Morzem Japońskim, u nasady półwyspu Noto, stolica i ośrodek administracyjny prefektury Ishikawa, w środkowej części wyspy Honsiu.
Kanazawa jest największym miastem regionu Hokuriku, które powstało wokół zamku zbudowanego w 1583 r. przez Toshiie Maedę (1538-1599).                     
Ma umiarkowany, deszczowy klimat z opadami śniegu w zimie.
W mieście rozwinął się przemysł bawełniany, jedwabniczy, maszynowy, metalowy, chemiczny oraz porcelanowo-fajansowy.

## Historia
W XV i XVI wieku w regionie tym, pod wodzą buddyjskiej sekty Ikkō-shū (wyznawców Jōdo-shinshū), wybuchały bunty chłopów, drobnych feudałów, mnichów buddyjskich i sintoistycznych przeciwko rządom samurajów. Buntownicy ustanowili własne rządy w rodzaju republiki, którą nazwano „chłopskim królestwem”. Centrum ich władzy znajdowało się w świątyni Oyama-gobō (także ang. nazwa: Kanazawa Gobo). Na miejscu tym w późniejszych latach stanął zamek Kanazawa.     
Świątynia Oyama-gobō została zniszczona przez armię Nobunagi Ody w 1580 roku. Toshiie Maeda, jeden z jego popleczników i twórca domeny (hanu) Kaga zbudował tam w 1583 r. zamek i władając tym regionem, stał się jednym z najbogatszych feudałów ówczesnej Japonii. Rodzina Maeda popierała rozwój sztuki i rzemiosła. Kontynuując tradycje, do dziś Kanazawa jest znana m.in. z: kolorowej ceramiki Kutani, wyrobów z laki ozdabianych złotem, ręcznie malowanego jedwabiu, domowych ołtarzyków buddyjskich (butsudan).

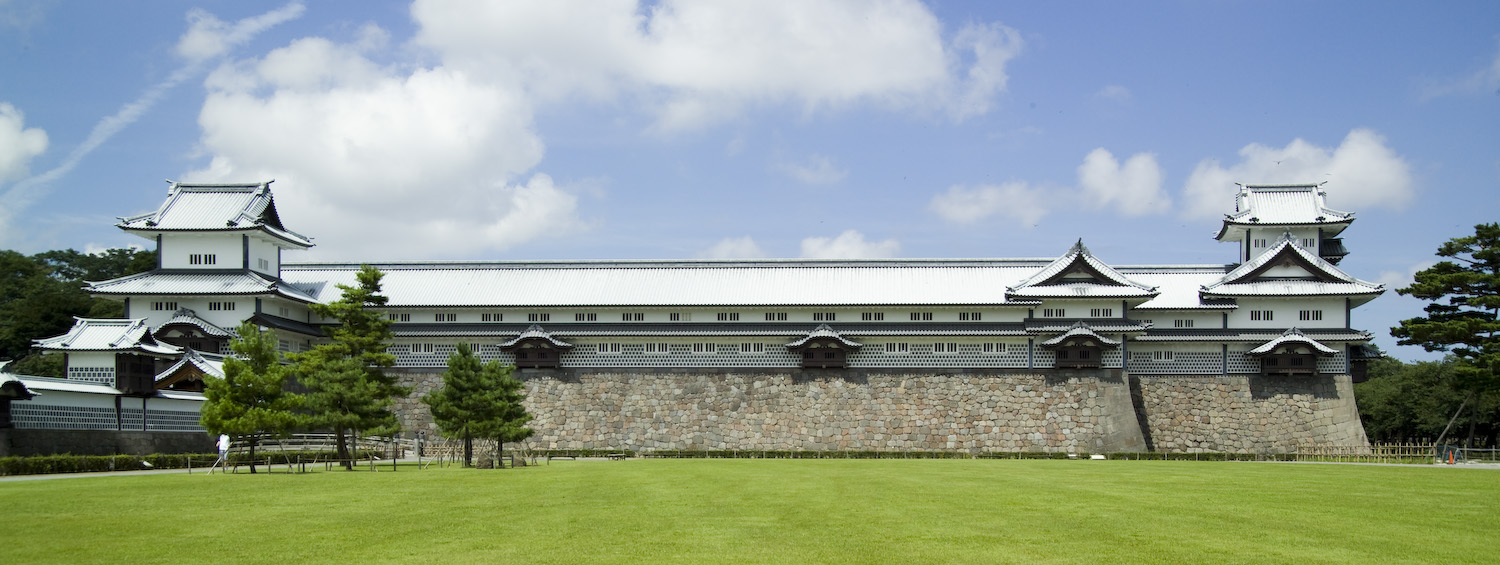
Zamek Kanazawa

## Położenie
Kanazawa leży na wybrzeżu Morza Japońskiego. Miasto i nadmorska równina są otoczone przez Alpy Japońskie (góry Hida), Park Narodowy Hakusan i Park Narodowy Półwyspu Noto. Przez miasto przepływają dwie rzeki: Sai i Asano. Graniczy z miastami:
- Oyabe
- Nanto
- Hakusan

## Współpraca
Kanzawa utrzymuje współpracę z siedmioma miejscowościami:
- Buffalo, Stany Zjednoczone
- Gandawa, Belgia (od 4 października 1971)
- Irkuck, Rosja (od 20 lutego 1967)
- Jeonju, Korea Południowa (od 30 kwietnia 2002)
- Nancy, Francja (od 12 października 1973)
- Porto Alegre, Brazylia (od 20 marca 1967)
- Suzhou, Chiny (od 13 czerwca 1981)